# Полле
Полле (нем. Polle) — община в Германии, в земле Нижняя Саксония.
Входит в состав района Хольцминден. Подчиняется управлению Полле. Население составляет 1099 человек (на 31 декабря 2010 года). Занимает площадь 21,2 км².

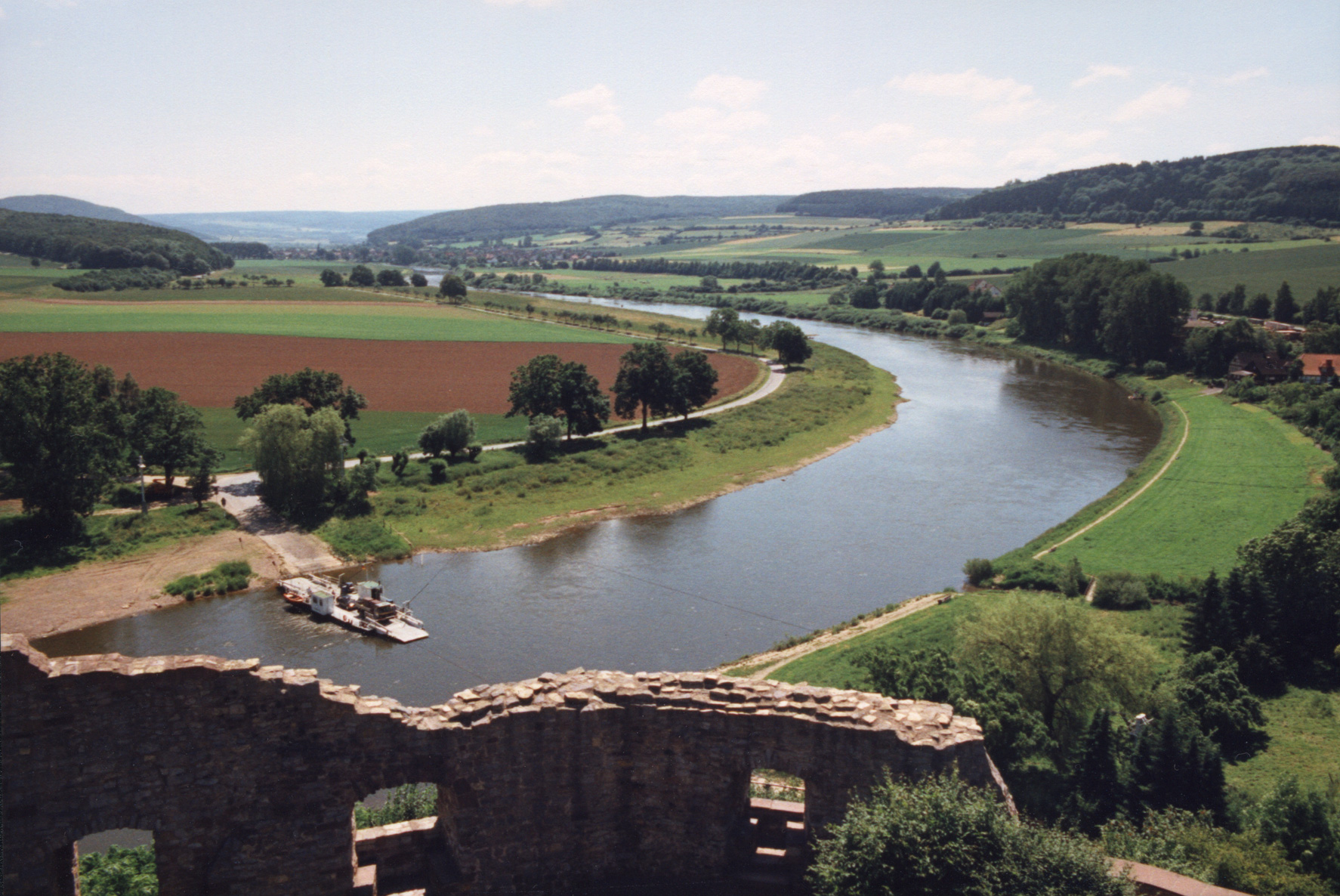
Полле

| Год  | Население |
| ---- | --------- |
| 1990 | 1290      |
| 1995 | 1288      |
| 2000 | 1279      |
| 2005 | 1214      |
| 2010 | 1125      |